# Якутская лайка

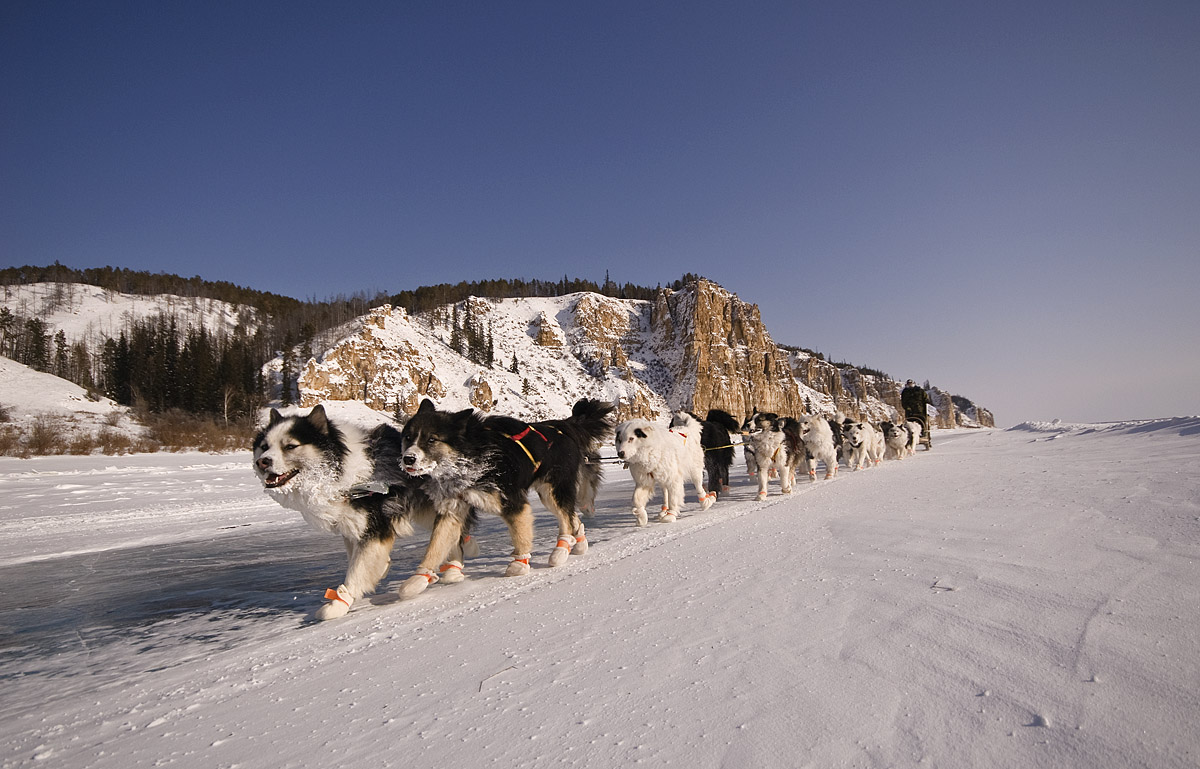
Упряжка Якутских лаек.

Якутская лайка — древняя аборигенная порода собак, выведенная коренными народами Северо-Востока России, на так называемых «собачьих реках».
В разное время и разные исследователи (М. М. Геденштром А. Ф. Миддендорф, В. Л. Серошевский, Л. П. Сабанеев, Н. В. Слюнин, Р. К. Маак, А. А. Ширинский-Шихматов, В. И. Иохельсон, Е. В. Пфиценмайер, Е. Г. Орлов, М. Дмитриева-Сулимова, Э. И. Шерешевский, А. Г. Чикачёв и т. д.)   описывали якутскую лайку под разными названиями (алазеевская лайка, анюйская лайка, арктическая лайка, верхоянская лайка, гижиганская лайка, зашиверская лайка, колыма-индигирская лайка, ламутская лайка, омолонская лайка, омсукчанская лайка, охотская лайка, походская лайка, полярная лайка, русско-устинская лайка, сусуманская лайка, северо-восточная ездовая лайка, тунгусская лайка, ходынская лайка, чувычанская лайка, юкагирская лайка, эвенкийская лайка, янская лайка и так далее) . В центральной и западной части Якутии местное якутское население использовало общее название для всех собак «Саха ыта», что переводится с якутского языка как «якутская собака». С середины 20 х годов группа энтузиастов ведёт работу по созданию породы «Саха ыта» и написанию собственного стандарта породы.

## История породы

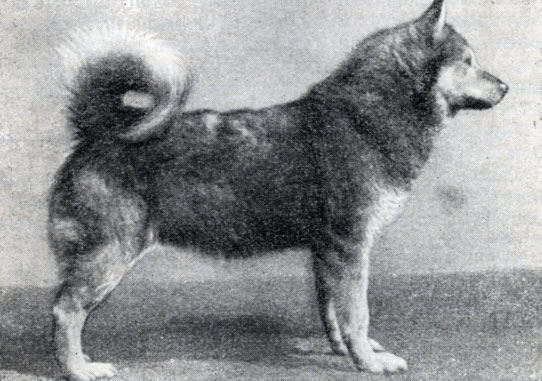
Северо-восточная ездовая Лайка, фото 1954 года

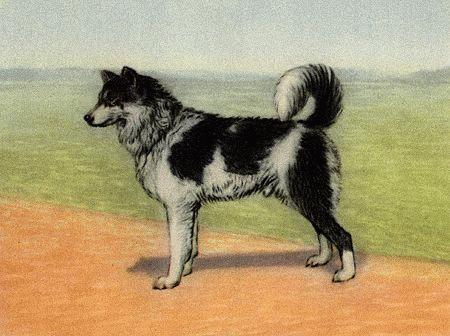
Лайка с северо-востока Якутии, начало XX века

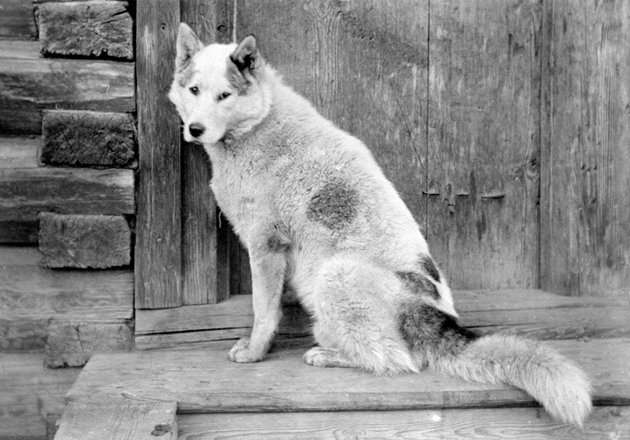
Юкагирская лайка с устья р. Омолона, фото В. И. Иохельсон, 1895 год

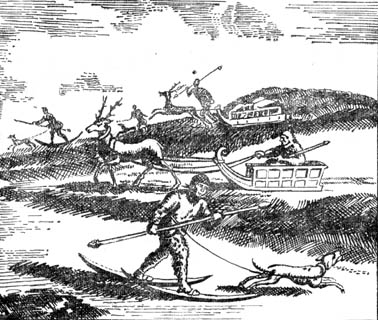
Первое изображения Якутских собак. Гравюры «Способы передвижения Якутов зимой» 1692 год, Николас-Корнелиссон Витсен, «NOORD EN OOST TARTARYE» «Северная и Восточная Тартария».

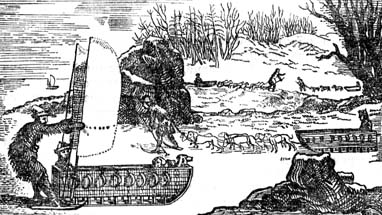
Первое изображения Якутских собак. Гравюры «Способы передвижения Якутов зимой» 1692 год, Николас-Корнелиссон Витсен, «NOORD EN OOST TARTARYE» «Северная и Восточная Тартария».

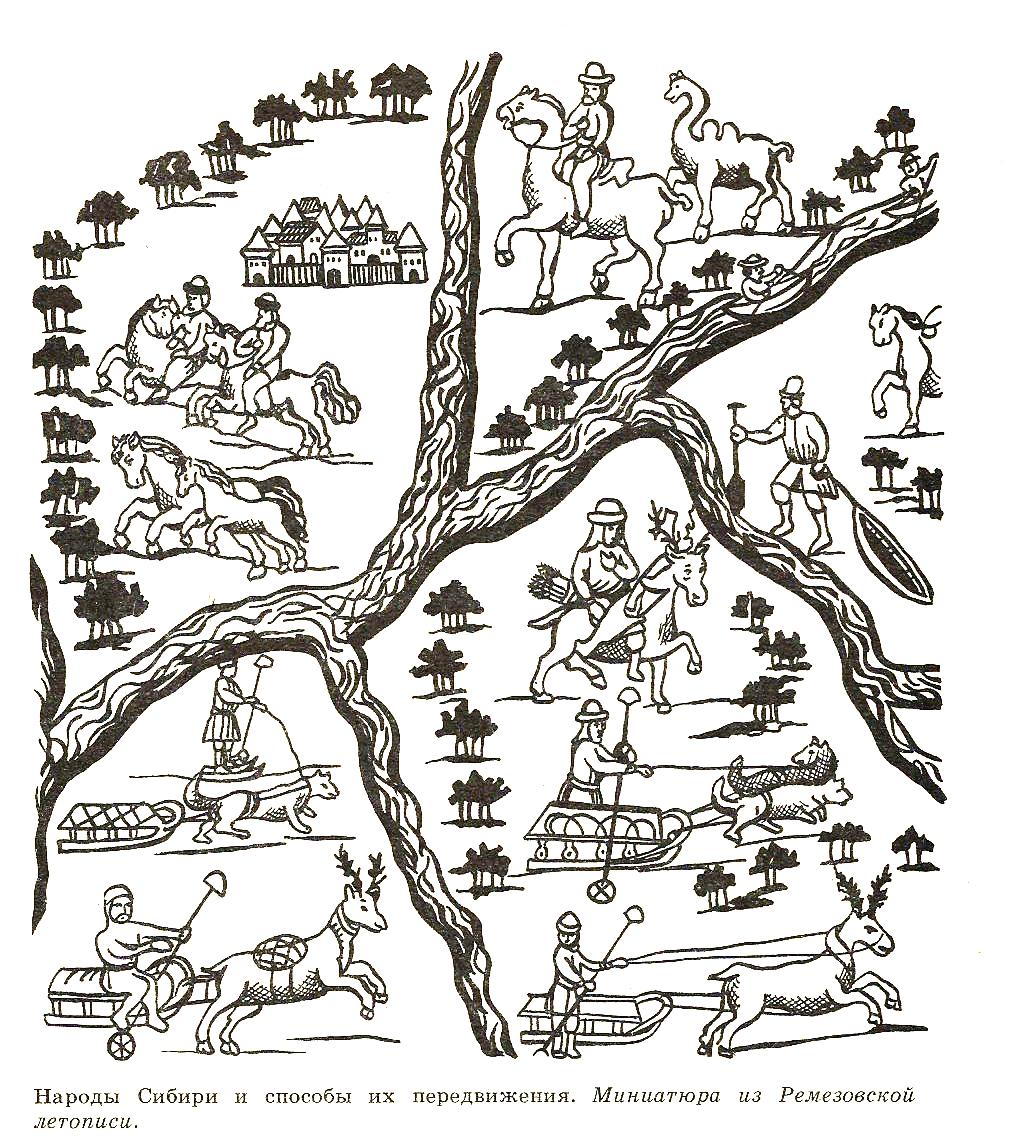
«Хорографическая чертёжная книга Сибири». На гравюре, включающие реки Колыма, Яны и Индигирка, появилось изображение собак, живущих вдоль «собачьих рек» Якутии. Семён Ремезов, 1698 год

В Сибири 17-го века реки разделялись на собачьи и оленные. На реках, богатых рыбой, можно было легко заготовить вяленую рыбу для собак, это реки собачьи — Яна, Индигирка, Анадырь, Омолон, Большой Анюй, Малый Анюй, Колыма, Алазея и т. д. Там же, где рыбы не имелось или её было мало, передвигаться на собаках было трудно. Там для транспорта наряду с собаками использовался и северный олень, это — реки оленные.
С 1635 года в челобитных (сказках) казаков первопроходцев Семёна Дежнёва, Михаила Стадухина, Ивана Реброва, Ильи Перфильева, Дмитрия Ёркина (Зырян), Семёна Иванова (Мотора) и других, упоминаются собаки живущих вдоль «собачьих рек».
В 1692 году в Амстердаме опубликована книга голландского учёного-путешественника, географа и этнографа Николас-Корнелиссон Витсен «Noord en Oost Tartarye» («Северная и Восточная Тартария»). В этой книге были опубликованы гравюры «Способы передвижения Якутов зимой», на которых показаны способы использования собак как тяглового транспорта. Это первое изображения якутских собак. Также на этих гравюрах изображена буксировка лыжника собаками, (Скиджоринг — от англ. Skijoring races, то есть буксировка лыжника — зимний вид спорта) и другой зимний вид спорта Зимний виндсёрфинг. Это самые ранние изображения скиджоринга и зимнего виндсёрфинга.

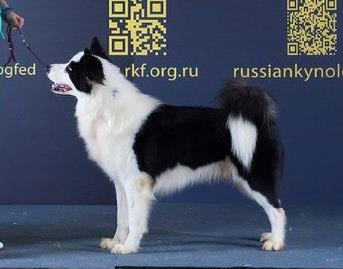
Yakutian Laika02

В 1698 году на составленной Семёном Ремезовым карте «Чертёж Сибири», на гравюре, включающей реки Колыма, Яна и Индигирка, появилось изображение собак, живущих вдоль «собачьих рек».
В 1730 году Витус Ионассен Беринг начал снаряжать расширенную 2-ю Камчатскую экспедицию. Экспедиция на Севере России длилась 10 лет и по своим задачам и результатам по праву названа Великой Северной экспедицией. Её участниками были русские полярные исследователи Дмитрий Яковлевич Лаптев, Харитон Прокофьевич Лаптев, Семён Иванович Челюскин и другие. В результате был собран огромный материал о природе северных морей, положены на карту тысячи километров побережья Северного Ледовитого океана, исследованы и описаны территории Севера России, жизнь и быт народов Севера. Сухопутная часть экспедиции начиналась из Якутска. Во время этих экспедиций были исследовано побережья от Лены до Колымы, полуостров Таймыр, открыто самое северное место континентальной Евразии, которое позже было названо мысом Челюскин. Во всех этих экспедициях активно использовались собаки заполярной Якутии. Это были первые географические экспедиции в которых использовались собаки.
В книге «География Российской Империи» Ивана Павловского, в 1843 году, сообщается, что: 

 «собаки (якутские лайки) использовались для „почтовой гоньбы“. Так, в 1839 году в Якутской области в зимний период для почтового сообщения из Якутска в Охотск и далее на Камчатку использовалась до 20 саней (нард) Которые использовались для перевозки тягостей. В сани запрягалось обычно 10 собак по 2 в ряд на длинном ремне, с передовой одиннадцатою. Так они везут тягости от 25 до 35 пудов, пробегая в день до 80 верст, а на легкой езде эти же собаки пробегали в день до 140 верст.»
В 1850 году профессор Иван Яковлевич Горлов описал традиционные методы содержания и использования Якутских лаек в своей книге «Обозрение экономического состояния, статистики Российской Империи за 1849год»

«Якуты для езды и перевозки тяжестей употребляют собак. Круглый год собаки проводят на открытом воздухе; летом вырывают себе в земле яму для прохлады или лежат в воде, избавляясь от комаров. Зимою ищут убежища под снегом и, свернувшись в глубоких снеговых ямах, прикрывают морду мохнатым хвостом»— «Обозрении экономического состояния, статистики Российской Империи за 1849 год
Первое упоминание о численности Якутских лаек 

«В Якутской области показано 15,157 собак, употребляемых там для езды»— «Статистические таблицы Российской Империи», изданные Министерством внутренних дел Российской Империи в 1856 году
По свидетельству этнографа В. Туголукова о колымо-индигирских упряжках середины XIX века,

«…их средняя скорость по бездорожью на длинных дистанциях составляла до 10 км/час, на трассах зимних дорог длиной в 200—250 км — до 15-17 км/час. Легковая (нарта) могла пройти 250 км за 15 часов, 750 км — за 3 суток. По хорошей дороге упряжка из 12-14 собак везла неограниченно долго до I т груза, по бездорожью — не более 500 кг.»
Первым исследователем, который подробно описал Якутскую лайку как породу, был Владимир Ильич Иохельсон. В 1894—1896 гг. В. И. Иохельсон работал в организованной Русским Географическим обществом Сибирской экспедиции и изучал народы Колымского округа и северную часть Верхоянского округа. По итогом экспедиции Владимир Ильич Иохельсон опубликовал большое количество статей, очерков и книг, во многих из них он подробно описывал собак Колымского, Верхоянского округа Якутии.
В 1895 году издательство " Шерер, Набгольц и Ко " г. Москва. выпустило «Альбом Северных Собак Лаек». Автор и составитель альбома Князь Андрей Ширинский-Шихматов. В этом альбоме размещены первые фотографические изображения лаек Северо-Востока России.
В 1910 году Мария Дмитриева-Сулимова в своей книге «Лайка и охота с ней» описала экстерьерные особенности породы Колыма-Индигирской лайки, данное описание считается первым стандартом породы. Мария Дмитриева-Сулимова в книге «Лайка и охота с ней» очень подробно описала охотничьи качества колымских лаек.

….среди них различают «промышленных», «лающих» белку, «берущих» лисиц, песца, волка и «не выдающих» хозяина при встрече с лосем и медведем. Особенно ценится последняя собака.— М. Дмитриева-Сулимова — книга «ЛАЙКА И ОХОТА С НЕЙ» 1910 год издания
В 1946 году издательства «Главморсевпути» издала книгу Шерешевского Э. И., Петряева П. А., и Голубева В. Г., «Ездовое собаководство». В этой книге собран богатый практический опыт по изучению северных (полярных) собак их экстерьерных особенностей и рабочих качеств. В частности была сделана попытка систематизации пород собак.

В настоящее время выделяется несколько пород северных (или, как их некоторые исследователи называют, полярных) ездовых собак: гренландская ездовая собака, собака эскимосов арктического побережья Северной Америки, ездовая собака Аляски (в частности, известные маламуты), камчатская, амурская, анадырская, чукотская, якутская (колымская) и енисейская ездовые собаки— Э. И. Шерешевский, П. А. Петряев, В. Г. Голубев "ЕЗДОВОЕ СОБАКОВОДСТВО" Издательство Главсевмопути М-Л., 1946
ДОСААФ СССР, Главное управление по делам охоты и заповедников при Совете Министров РСФСР в марте 1959 года опубликовали «Стандарты пород служебных, охотничьих и комнатных собак». В том числе на основании исследований Шерешевского Э. И., Петряева П. А., и Голубева В. Г., был опубликован стандарт Северо-восточной ездовой лайки, этот стандарт был общим для всех ездовых собак северо-востока России. Данный стандарт стал первым официально утверждённым и опубликованным стандартом породы собак с Северо-Востока России. Стандарт Северо-восточной ездовой лайки лёг в основу стандарта Якутской Лайки опубликованного РКФ в 2005 году.
В 1982-1983 годах шесть упряжек полярных лаек совершили самый длительный переход в истории арктических путешествий, преодолев в ходе полярной экспедиции газеты «Советская Россия» 10 000 км от Уэлена до Мурманска.
в 1998 году Дьячков Владимир Зиновьевич совместно с Арбугаевым Германом Прокофьевичем подняли вопрос о восстановлении популяции Якутской Лайки.
В 2004 году вышла книга Алексея Гавриловича Чикачёва «Ездовое собаководство в Якутии». Эта книга посвящена истории ездового собаководства и ездовым собакам Якутии.
В 2004 Председатель Якутской Республиканской Ассоциации Собаководов, судья FCI-РКФ Городилов Станислав Валентинович совместно с судьёй РКФ Сидоровой Леной Иннокентьевной, представили стандарт породы Якутская Лайка в РКФ для утверждения.
2005 году в Вестнике РКФ № 5 (57) опубликован утверждённый Российская кинологическая федерация стандарт породы Якутская Лайка.
С 2005 года собаки породы Якутская лайка стала регулярно принимать участия в выставках и состязаниях по рабочим качествам, которые проводит РКФ.
2 октября 2005 года, судья Международной кинологической федерации от Беларуси Вербицкий Вячеслав Сигизмундович первый в истории кинологии присудил титул «Лучшая Собака Выставки» (best in show) Якутской Лайке, Хард (вл. Нисковских Л.)
24 февраля 2008 года в Москве на международной выставке «Евразия-2008» состоялась первая презентация породы Якутская Лайка. Первым чемпионам Евразии стал Тугриг (вл. Арбугаев Г. П.). Первой чемпионкой РКФ стала Г-Зита (вл. Арбугаев Г. П.).
11 Ноября 2008 года РКФ присвоил первый титул «Чемпион России» Якутской лайки. Первая Якутская Лайка, получившая титул, стала Т-Масяня, вл. Смирнова. И. С.
26 апреля 2009 года в г. Якутске состоялась первая монопородная выставка породы Якутская лайка. Первым Чемпионом и победителям монопородной выставки Якутских Лаек стал Алтын Тумар Боотур (вл. Смирнова М. С.)
в 2011 году Российская кинологическая федерация (РКФ) наделила статусом Национального Клуба Породы Якутская Лайка (НКП-РКФ) Породный клуб Якутская лайка Республики Саха (Якутии)
27 марта 2012 года Якутская лайка, АРКТУР СЕВЕРНАЯ ЗВЕЗДА, вл. Харитонов А. (Новосибирск) выиграла конкурс среди пород не признанных FCI на крупнейшей интернациональной выставки собак России «ЕВРАЗИЯ 2012» ,
В 2013 году Герман Арбугаев с собаками породы Якутская лайка прошли арктическим маршрутом на Новосибирские острова 1500 километров. Эта экспедиция была приурочена к 110-летию спасательной экспедиции лейтенанта Колчака.
24 июня 2013 года Президиум Российской Кинологической Федерации (РКФ) удовлетворил ходатайство Комиссии РКФ по стандартам и утвердил новую редакцию стандарта породы «Якутская лайка» в соответствии с моделью ФЦИ. Решение вступило в силу с 25 июля 2013 года.
Порода признана Российской кинологической федерацией. Порода не признана Международной кинологической федерацией.

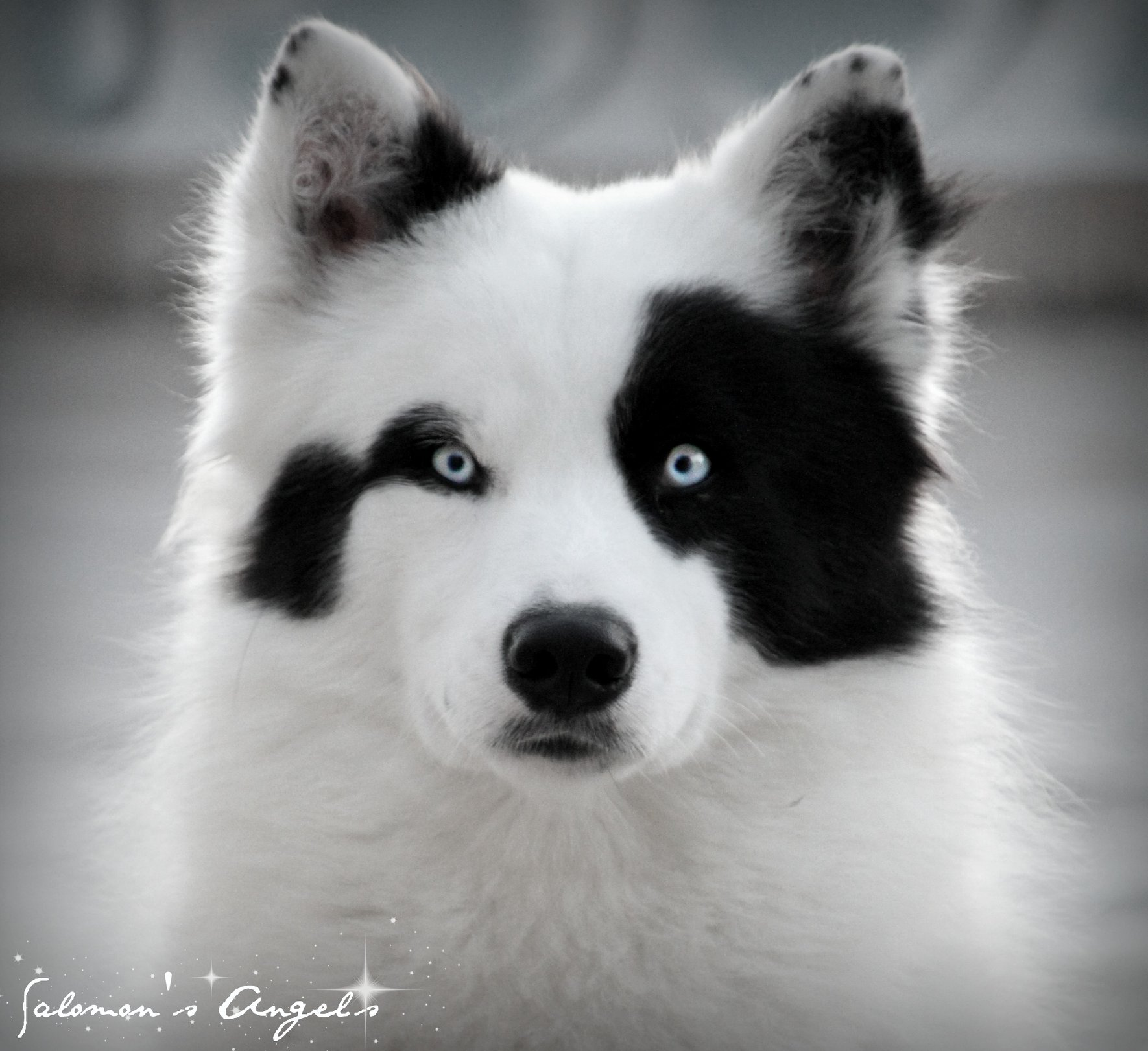
Yakutian Laika01

1 марта 2014 года якутская лайка Арагорн становится победителем экстремальной гонки «Baikal Race 2014» в дисциплине скиджоринг на дистанции 100 км, 1 марта 2015 года становится победителем экстремальной гонки «Baikal Race 2015» в дисциплине
скиджоринг на дистанции 100 км. В 2015 году получает звание чемпиона России и чемпиона РКФ.
22 марта 2014 года на интернациональной выставке собак в городе Москве «Евразия 2014» якутская лайка Чимги Тура Буранбай стала победителем конкурса «Гордость России» и лучшей собакой среди непризнанных пород FCI.
17 марта 2017 года на интернациональной выставке собак в городе Москве «Евразия 2017» якутская лайка Свободная Стая Ямал стала победителем конкурса «Гордость России» и лучшей собакой среди непризнанных пород FCI.
В августе 2017 года Американский клуб собаководства включил якутскую лайку в список чистопородный редких собак.
4 сентября 2019 года генеральный комитет FCI предварительно признал породу якутская лака и включил её в классификацию FCI в 5 группу.
14 сентября 2019 года впервые собака породы якутская лайка по кличке Свободная Стая Ямал выиграла титул «Лучшая собака выставки» на интернациональной выставке FCI в г. Серпухове (Россия).
3 октября 2021 в городе Брно (Чехия) на всемирной выставке собак WDS 2021 впервые выставлялись собаки породы Якутская Лайка и впервые в истории были удостоены титулов юный победитель мира 2021 и победитель мира 2021

## Собака в мифах и традициях народов Якутии

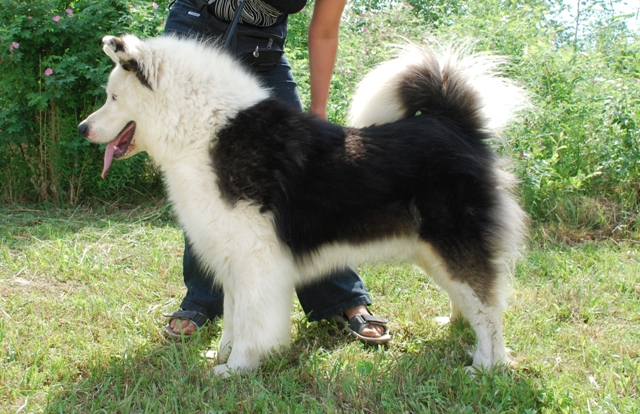
Yl02

Согласно якутским мифам и верованиям, собаки созданы добрыми божествами айыы. Айыы создали землю красивой и ровной, но злой дух Абасы затоптал и исцарапал её. Следы его деяний остались в виде рек, озёр и гор. Вслед за сотворением земли Юрюнг Аайы тойон создал человека. Для этого он сделал статуи людей и поместил их в каменный дом, около которого поставил сторожа и велел ему не пускать в дом злого духа. Последний подкупил сторожа, пообещав дать ему тёплую шубу. Войдя в дом, злой дух испачкал нечистотами статуи людей. Юрюнг Аайы тойон, увидев содеянное, превратил сторожа в собаку, а статуи вывернул наизнанку. С тех пор люди внутри полны грязи.
Каждый вид домашних животных имеет свою богиню-покровительницу — Айыысыт. Покровительница собак и лис — Айыысыт Норулуйа, помимо этого дарующая плодовитость женщине. Чтобы привлечь расположение Айыысыт Норулуйа, женщина должна хорошо обращаться с собакой при её родах, кормить и ласкать её.

Богиня Айыысыт-Норулуйа оставляет дом родительницы на третий день после родов. Её проводы празднуются весьма торжественно и крайне оригинально, и при этом исключительно одними женщинами.
Айыысыт — богиня-покровительница, более других божеств, принимающие участие в жизни человека, потому более других почитаемые. Живут они на нижнем восточном небе и спускаются оттуда, окруженные ореолом света, в виде богато одетых пожилых женщин.
Айыысыт-Норулуйа является при родах и помогает благополучному разрешению от бремени. Она имеет власть дарить или не дарить ребёнка— А. Е. Кулаковский «Сверхъестественные существа» Научные труды. Якутск, 1918 год
В мифах утверждалось, что шаманы могли принимать облик зверей и птиц, например, показываться в виде медведей, собак, летать, став орлом, соколом, вороном и т. п.
На ритуальной одежде якутских шаманов встречаются металлические изображения духов-помощников в виде собаки. Этот дух считался собакой шамана и посылался им на разведку. Юкагиры и якуты считали, что тени умерших людей находятся на нижней земле. Через некоторое время тени возвращаются на среднюю землю, чтобы вновь обрести тело.
У народов северо-восточной Сибири дорогим подарком являлся щенок — потенциальный кормилец семьи, поскольку из него могла вырасти хорошая охотничья собака. Взрослую охотничью собаку дарили редко, только в исключительных случаях, так как в таёжной жизни роль собаки была очень велика. Если человек подарил другому собаку, тот взамен должен был отдать якутский нож и ничего другого с надеждой, что зубы у собаки будут такие же острые, как якутский нож.
По поверьям якутов, собака обладала способностью видеть и чувствовать нечистую силу.

С одной стороны, «не любят, когда собака ночью долго и протяжно воет. От такой собаки следует избавиться, так как считается, что она привлекает внимание нечистых сил и приводит таким образом в дом болезнь-пропажу», а с другой — «когда собака по ночам бегает вокруг дома и, злобно рыча, лает, то её считают собакой с охраняющим свойством (ымыылаах ыт) и ни за что никому не отдадут» . «Если собака во сне чихает, то произносят следующие слова: „В нос попала морская вода, в ноздрю попал тальник Татты…“ и три раза стучат по предпечи, затем будят собаку. Если так не сделать, то домашние заболеют простудой» . Собака также предсказывала счастье, богатство, женитьбу, рождение детей и т. д.— Р. И. Бравина
«Концепция жизни и смерти в культуре этноса. На материале традиций Саха», Новосибирск 2005 год
Домашние животные, как и огонь, могли «предупредить» хозяев о грозящей опасности:

 У якутов человек узнавал о приближении к жилищу злого духа абаасы по особому сопению в хлеву коров или по чиханию собак и телят. Получив такое предупреждение, человек предпринимал ответные предохранительные меры, например, трижды плевал в левую сторону и бил слишком близко подошедшего духа ладонью, вывернутой наружу. Как стремление «отогнать» злую силу интерпретировалось поведение особых собак, которые, даже находясь внутри юрты, чуяли приближение злого духа, поднимали яростный лай и таким образом отгоняли его . Такие собаки, обычно с «дополнительными глазами» — белыми пятнами над бровями, считались «собаками-шаманами», охраняющими хозяев (монголы называли их «четырехглазыми»).— А.А. Попов "Материалы по религии якутов б. Вилюйского округа", Якутск 1949 год
У Якутов бытовало поверье о носителях счастья и благополучия. Вот как об этом пишет в своей книге С. И. Николаев-Сомоготто:

Идея о живых носителях счастья и благополучия распространялась и на живность, которых называли «уруулаах» и «суоху тордо». Рассказывали о том, как ушло счастье в живности после погибели и продажи «уруулаах» и «суоху тордо». Поверившие в чудо превращали то животное в живую святыню «ытык суоху». Таковыми становились лошадь, корова, олень, собака. У таких животных не обрезывали хвост, гриву, рога. Их не понукивали, не стегали плетью. В особые дни их украшали салама: тряпичной и лентами. Рядом с такими «ытык», в семье могли встречаться и шаманские «толук ытык» (тыын толук ытык), по-эвенски «ыдьык». Это были животные, на которых шаман «перенес» тот или иной смертельный недуг их хозяина. Таковыми могли стать любые виды домашних животных. Считалось, пока здравствует то животное, здравствовать должен был и его хозяин. Относились к таким животным как к человеку, то есть как к их хозяину. В подобном же положении находились и матерые: «мать-корова» (ийэ ынах), «мать-кобылица» (ийэ биэ), «мать-собака» (ийэ ыт)— С.И.Николаев-Сомоготто "Обычаи народов Саха" Якутск, 1996 год

## Характеристики
Якутская лайка крепкая, с хорошо развитой мускулатурой среднего размера, компактная, умеренно высоконогая собака, с толстой, но без признаков сырости кожей. Шёрстный покров хорошо развит и должен быть достаточным для проживания и работы в суровых арктических условиях. Половой тип хорошо выражен, кобели крепче и мощнее сук.
Якутская лайка очень активная, резвая, любознательная собака. Нужна социализация с раннего возраста. Главное использование собаки для ездовой работы и помощь в охоте на нерпу, песца, медведя и даже гусей.
Глаза: прямо или широко посаженные, миндалевидной формы, не выпуклые, и не глубоко посаженные. Голубого, чёрного или карего цвета, разноглазые (один глаз голубой другой карий). Веки сухие, с окантовкой чёрного цвета в цвет мочки носа, допускается обесцвеченное веко на белом фоне. Недостатки: большие, круглые глаза. Третье веко, глаза навыкат.
Шёрстный покров: Шерсть густая с хорошо развитым подшёрстком, блестящая, прямая, грубая на ощупь. Хорошие, густые очёсы на передних и задних конечностях. Грива на шее хорошо развита. Хвост густой, пушистый. Недостатки: недостаточно густая и пушистая шерсть. Пороки: волнистая шерсть, слишком мягкая шерсть.
Окрас: Любой пятнистый окрас (бело-чёрный, чёрно-белый, серо-белый, бело-серый) чёрно-белый с рыжими отметинами, чёрный с рыжими пятнами, рыже белый, бело-рыжий. Пороки: любой однотонный окрас кроме белого.

Фотографии якутских лаек
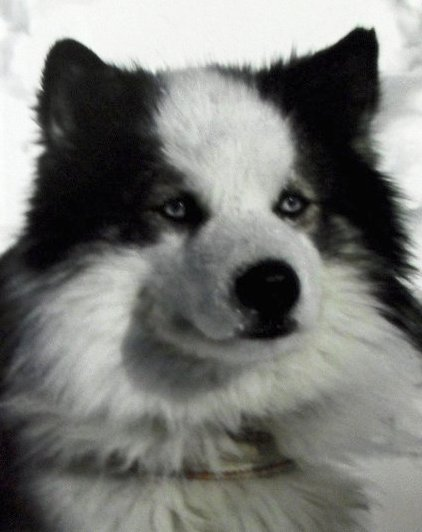
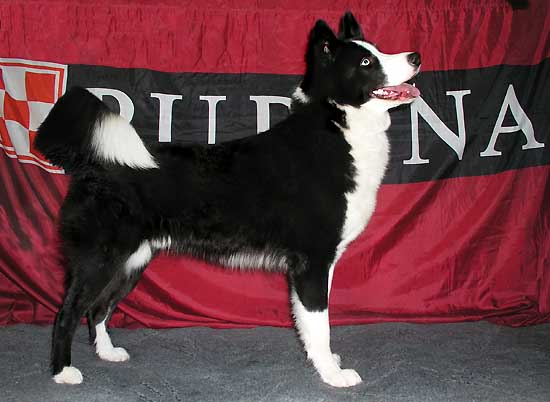
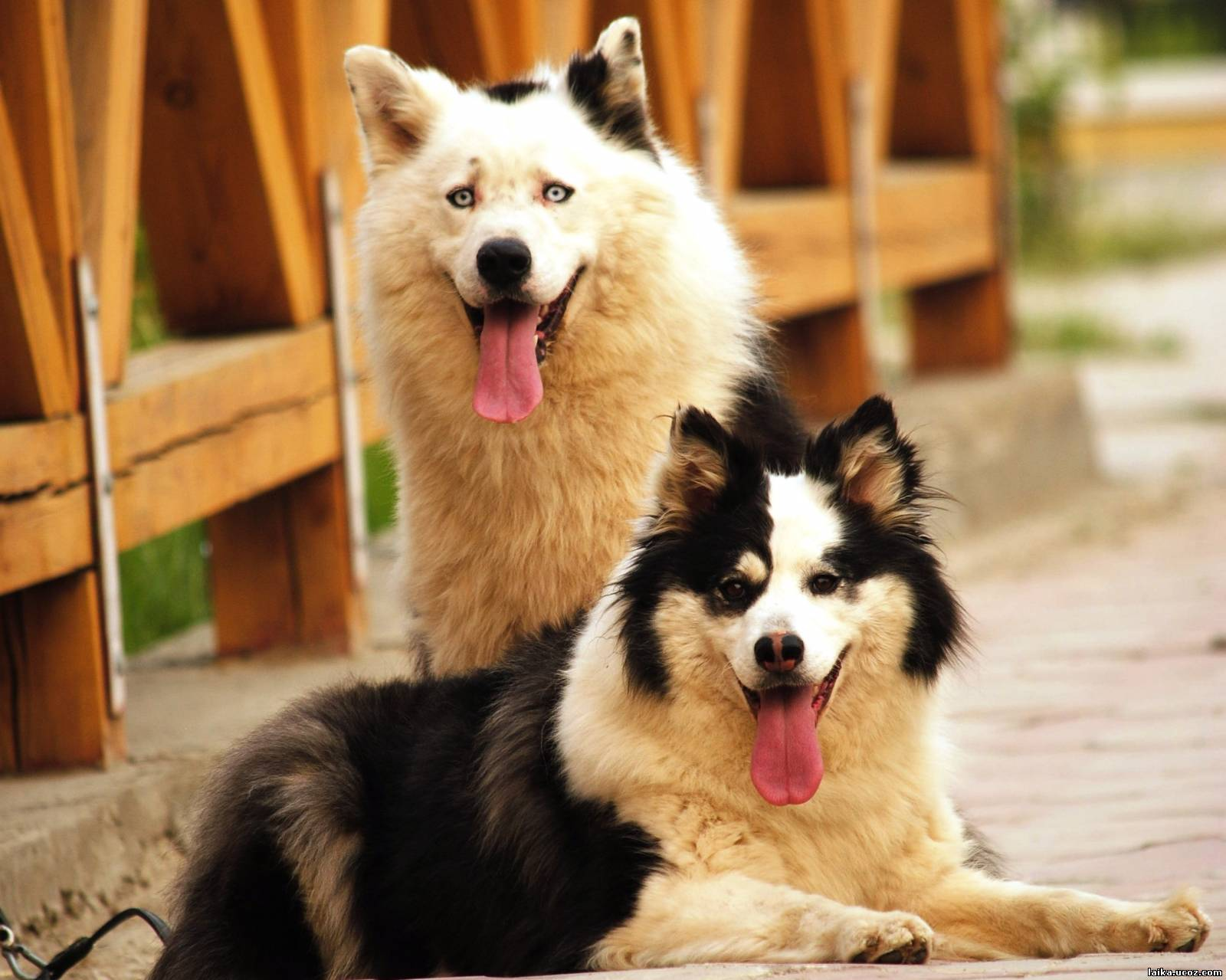
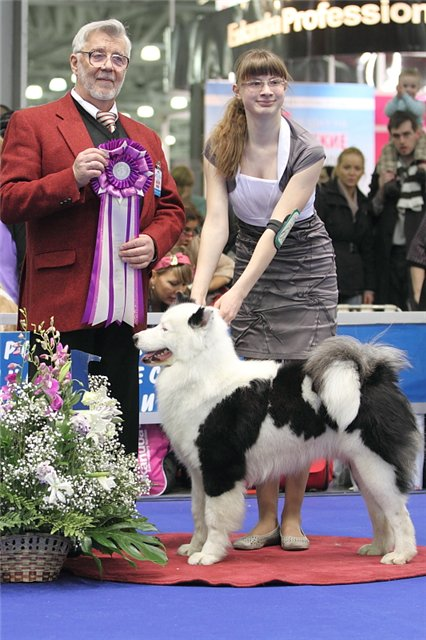
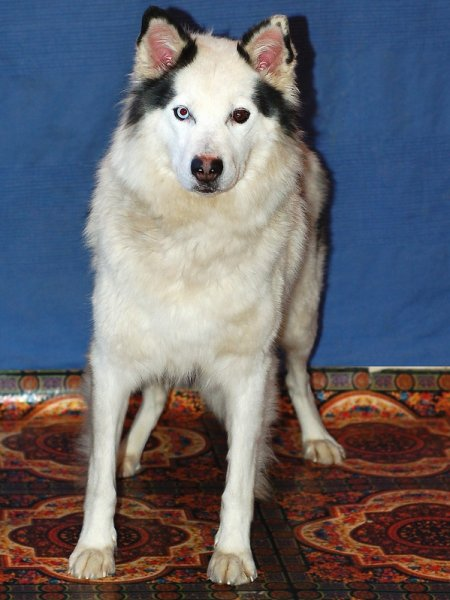
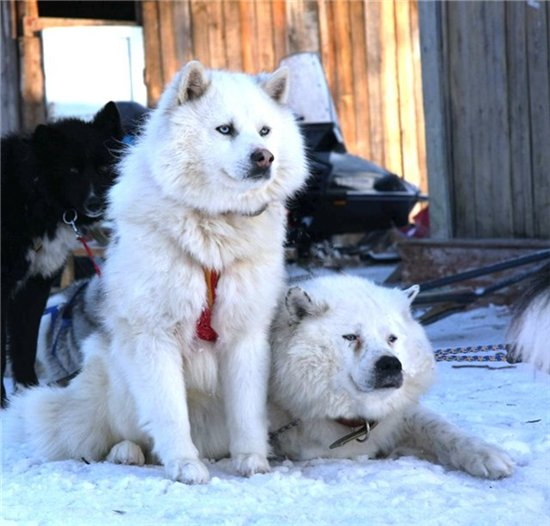
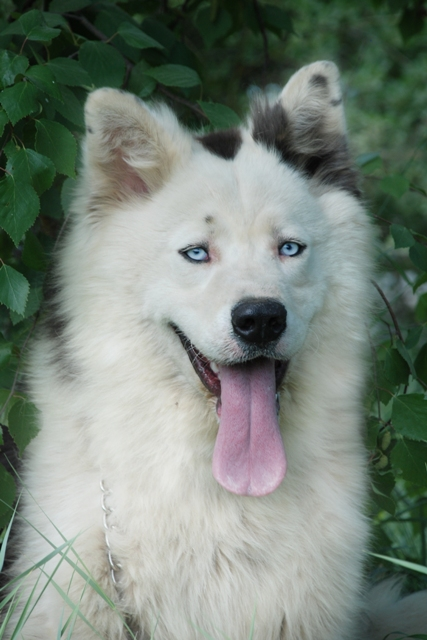
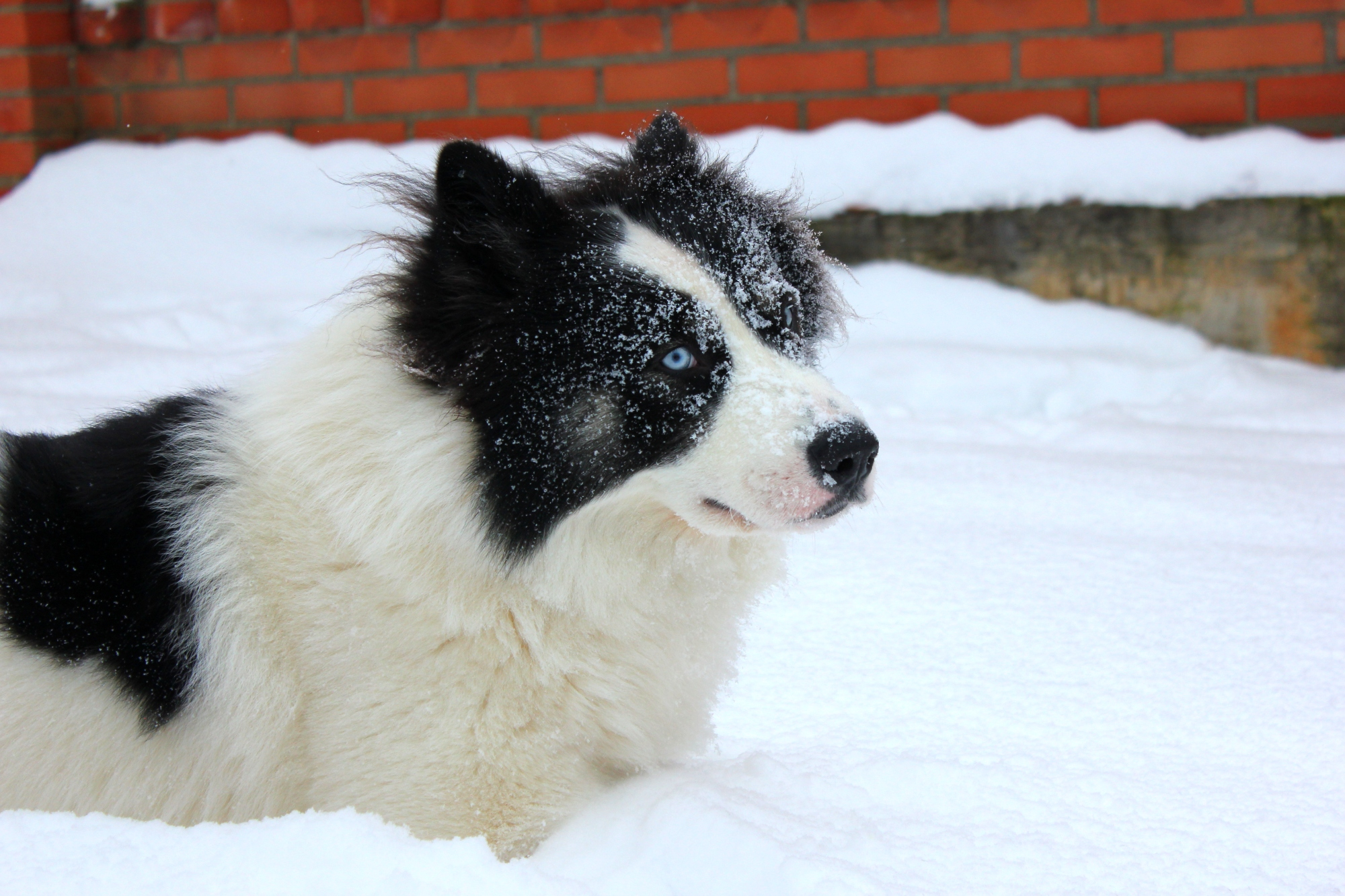